# Olimpiada zwierząt
Olimpiada zwierząt (ang. Animalympics) – amerykański film animowany z 1980 roku w reżyserii Stevena Lisbergera.

## Obsada (głosy)
- Gilda Radner jako Barbra Warblers / Brenda Springer / Cora Lee Perrier / Tatyana Tushenko / Dorrie Turnell / The Contessa
- Billy Crystal jako Rugs Turkell / Joey Gongolong / Art Antica
- Harry Shearer jako Keen Hacksaw / Mayor of Animalympic Island / Burnt Woody / Mark Spritz
- Michael Fremer jako Henry Hummel / René Fromage / Kit Mambo / Bolt Jenkins / Kurt Wuffner / Dean Wilson / Mele / Count Maurice Boar-Deaux / Jackie Fuelit / Bear McLane / Guy Lafluke / Bjorn Freeborg / Mamo Ululu

## Wersja polska
Wersja wydana na VHS. Dystrybucja: Top Video.